# Vogesen
Die Vogesen ([voˈgeːzən], Pluraletantum; frz. les Vosges [voːʒ], dt. früher auch Wasgauen, Wasgenwald oder Wasigenwald) sind ein Mittelgebirge in Frankreich mit der höchsten Erhebung von 1424 m. Sie sind gemeinsam mit dem Pfälzerwald, der sich nördlich des Gebirges ohne morphologische Trennung anschließt, Teil eines einheitlichen Mittelgebirgsraumes von etwa 8000 km² Gesamtfläche, der sich von der Burgundischen Pforte (Linie Belfort–Ronchamp–Lure) bis zur Börrstadter Senke (Linie Winnweiler–Börrstadt–Göllheim) erstreckt und die westliche Begrenzung der Oberrheinischen Tiefebene bildet.
Der Name leitet sich vermutlich von dem ursprünglich keltischen, später von den Römern in Gallien übernommenen Berg- und Waldgott Vosegus (auch Vosagus, Vosacius) ab.

## Geographie

### Allgemeines

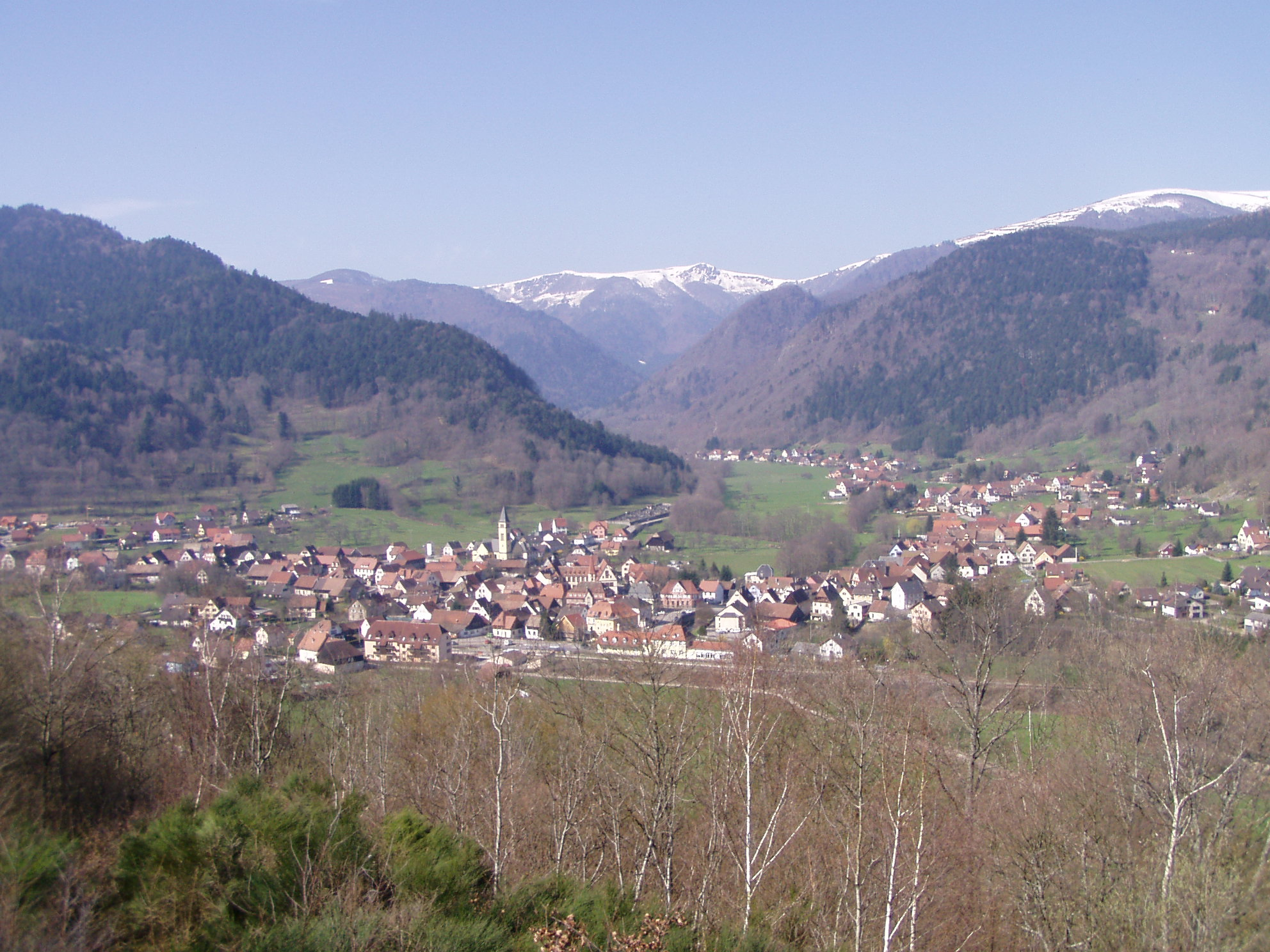
Typische Vogesenlandschaft im Tal der Großen Fecht

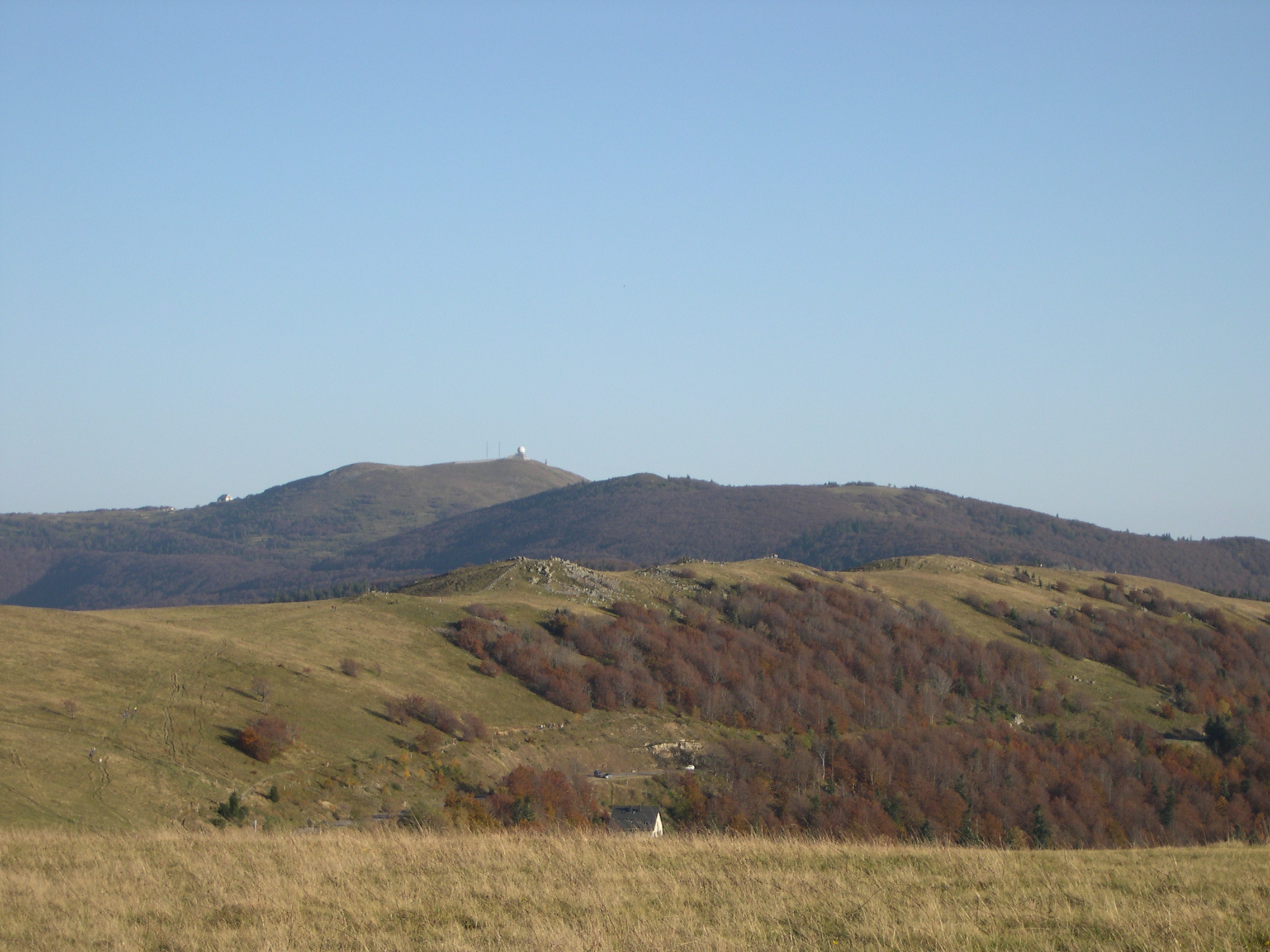
Der Grand Ballon (Großer Belchen), mit 1424 m der höchste Gipfel der Vogesen

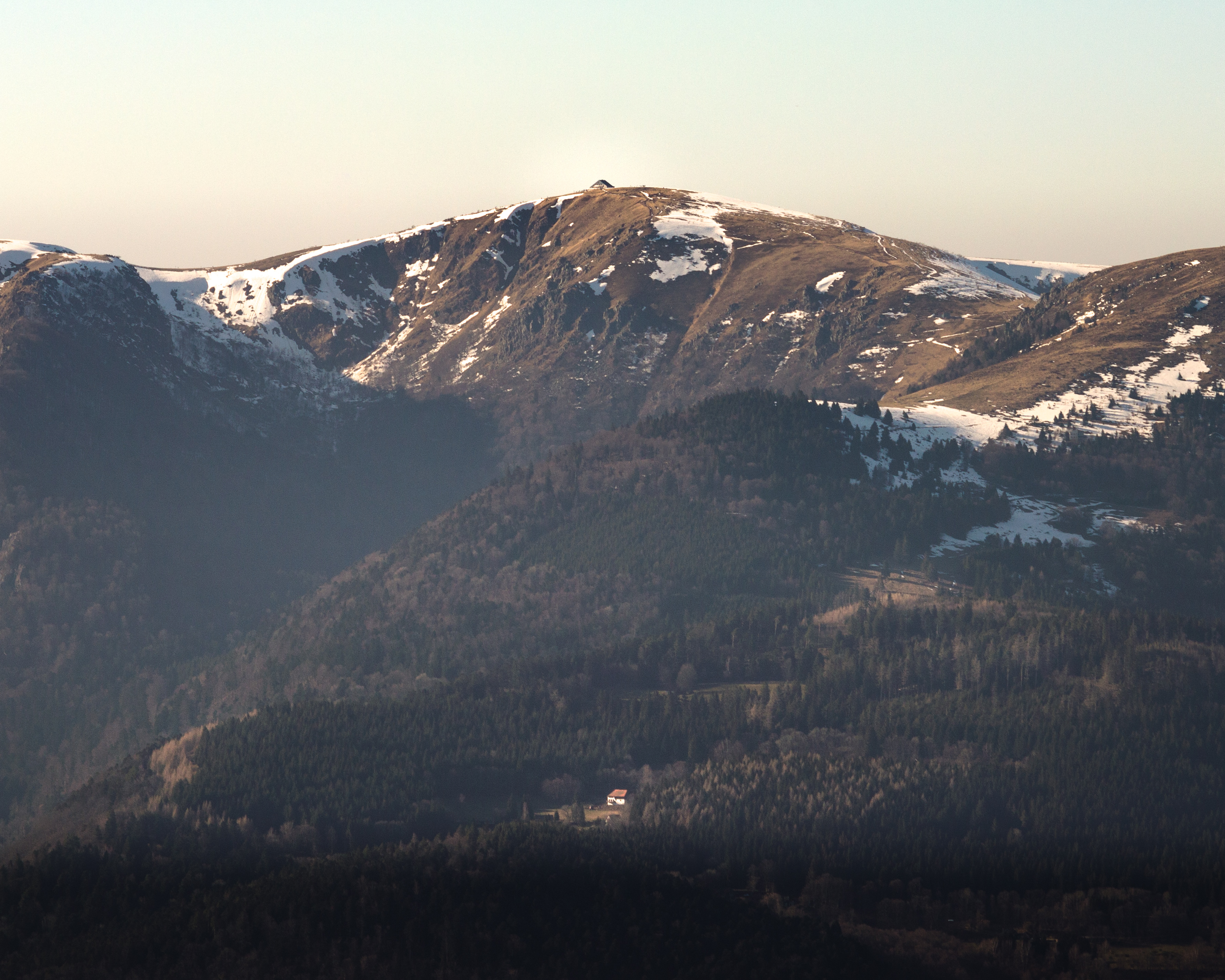
Der schroffe Hohneck, 1363 m

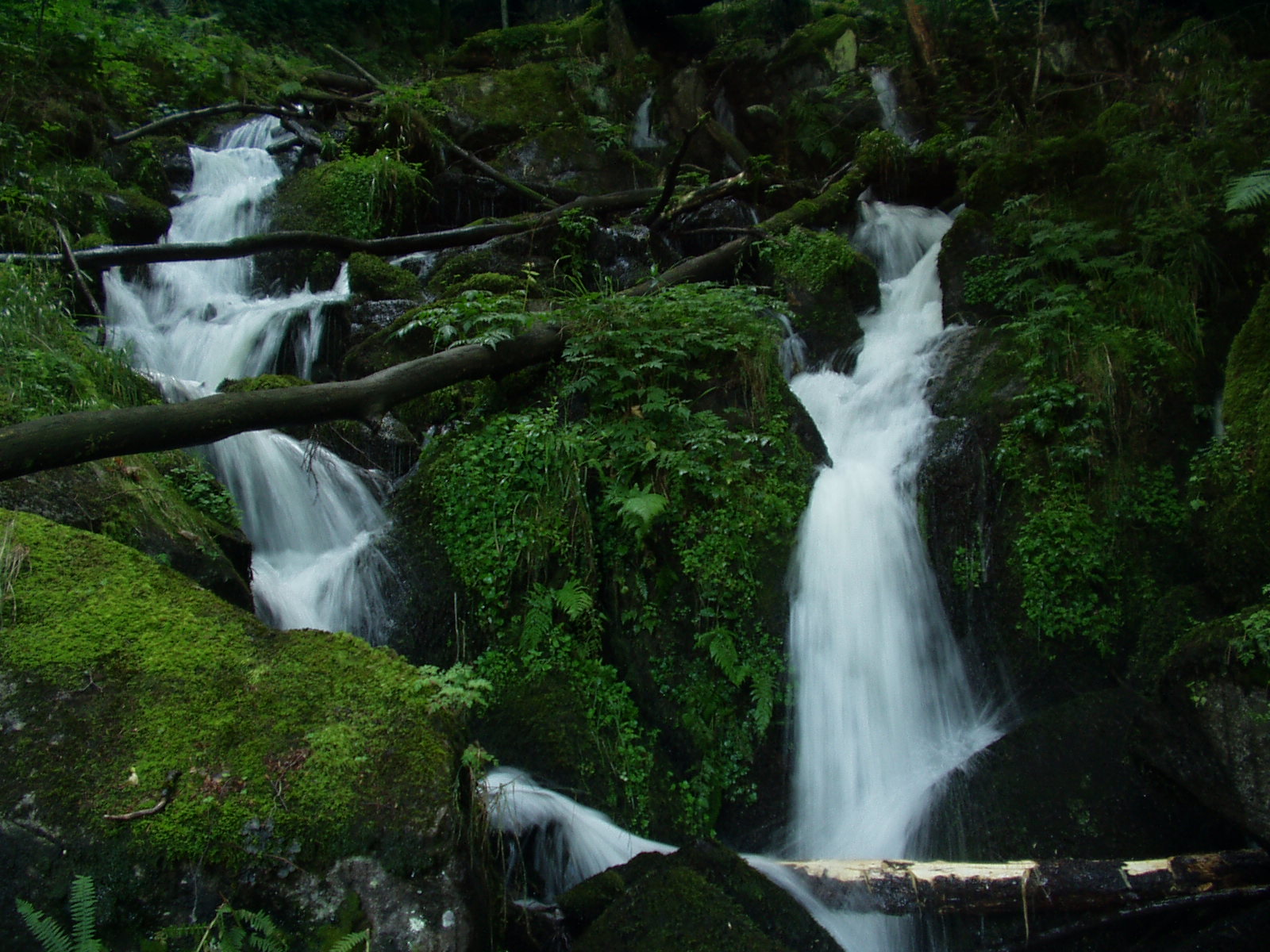
Wasserreichtum: Wasserfälle am Osthang der Vogesen

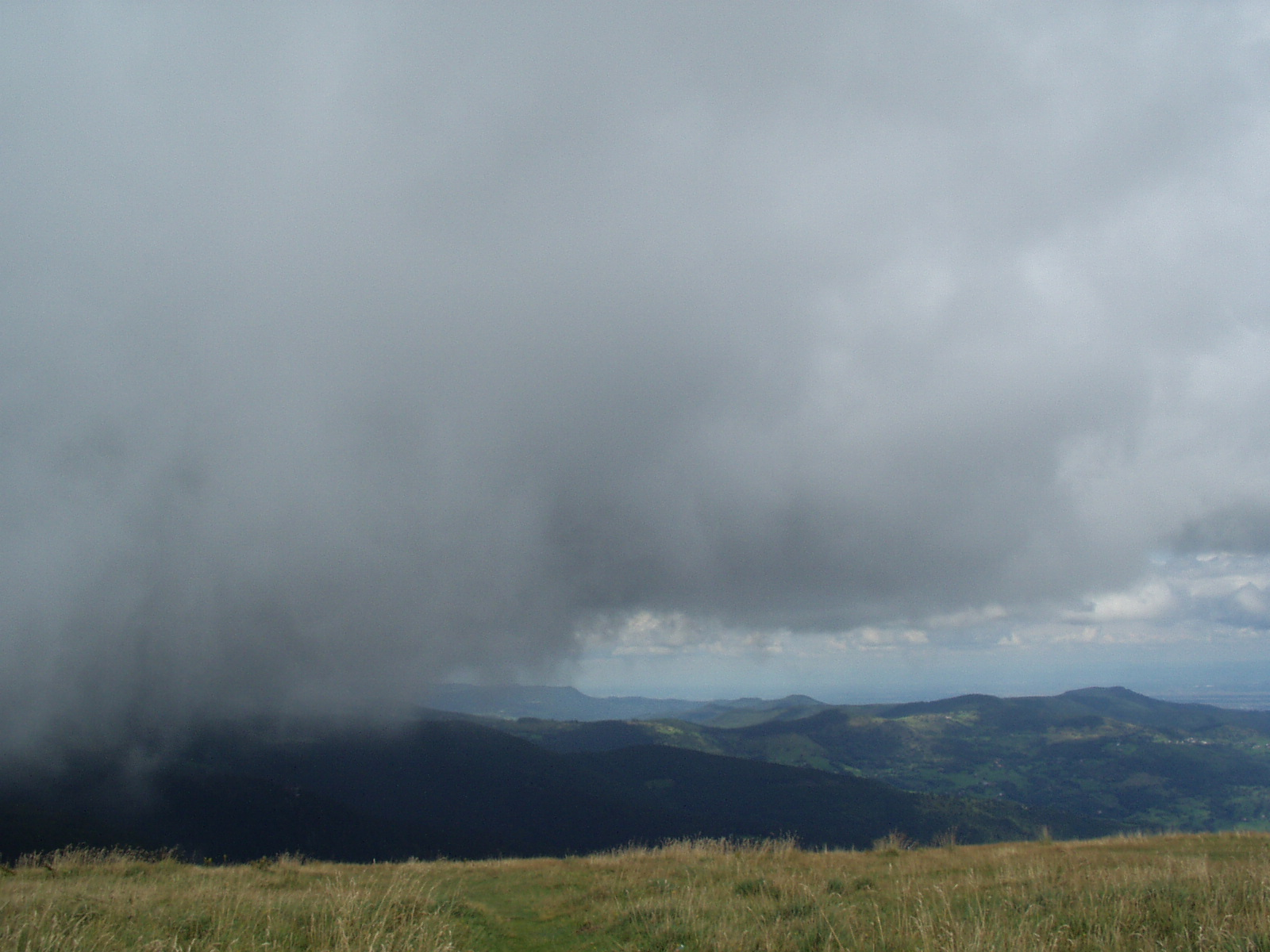
Wolkenverhangene Landschaft am Vogesenkamm

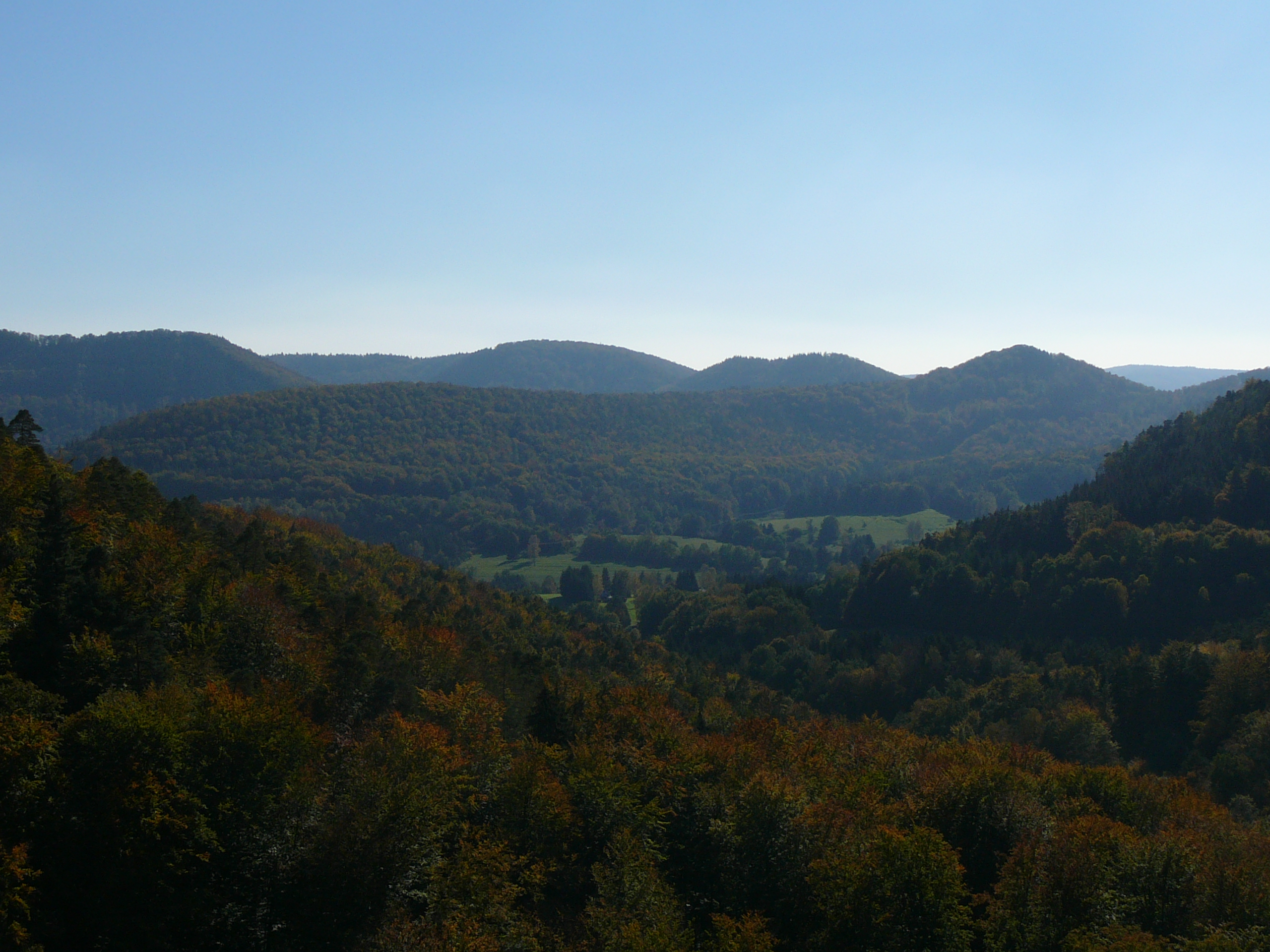
Wasgaulandschaft bei Obersteinbach: Steinbachtal und Mohnenberg (links)

Historisch, naturräumlich und geologisch gesehen erstrecken sich die Vogesen von der Burgundischen Pforte im Süden bis zur Zaberner Steige im Norden. Sie bilden das südwestliche Randgebirge des Oberrheingrabens. Das sich nördlich an die Zaberner Steige anschließende Gebiet bis zur französisch-deutschen Grenze wird in Frankreich ebenfalls zu den Vogesen gezählt und dort als Nordvogesen (Vosges du Nord) bezeichnet, allerdings bildet dieses Gebiet keine Einheit mit den eigentlichen Vogesen, sondern geologisch und naturräumlich mit dem nördlich anschließenden Pfälzerwald. Beide Gebiete bilden das grenzüberschreitende Biosphärenreservat Pfälzerwald-Vosges du Nord. Diese Nordvogesen werden zusammen mit dem südlich der Queich liegenden Teil des Pfälzerwalds auch als Wasgau bezeichnet.
In den südlichen Vogesen, zwischen Burgundischer Pforte und Breuschtal, haben die meisten markanten Berge eine durch Erosion und Gletschertätigkeit entstandene Rundkuppe, darunter der Elsässer Belchen (1247 Meter), der Große Belchen (1424 Meter) und der Kleine Belchen (1272 Meter).
Zwischen Breuschtal und Zaberner Steige dominieren tafelartig geformte Berge aus rotem Sandstein der Formation Buntsandstein (untere Trias). Sie erreichen in Rocher de Mutzig (1010 Meter) und Donon (1009 Meter) ihre größten Höhen. Der Wasgau hingegen ist durch niedrig gelegene Berge und Bergrücken, vielfältige Bergformen (zum Beispiel Kegelberge) und bizarre Sandsteinfelsen gekennzeichnet.

#### Berge
Die höchsten Berge sind:
- Großer Belchen (frz. Grand Ballon) 1424 m
- Storkenkopf 1366 m
- Hohneck 1363 m
- Kastelberg 1350 m
- Klintzkopf (dt. Klinzkopf) 1330 m
- Rothenbachkopf 1316 m
- Lauchenkopf 1314 m
- Batteriekopf 1311 m
- Haut de Falimont 1306 m
- Rainkopf 1305 m
- Gazon du Faîte 1303 m
- Gazon du Faing 1302 m
- Ringbuhl (dt. Ringbühl) 1302 m
- Soultzereneck (dt. Sulzereneck) 1302 m

Eine Auswahl weiterer Vogesengipfel:
- Tanet (dt. Tanneck) 1292 m
- Kahler Wasen (auch Kleiner Belchen, frz. Petit Ballon) 1272 m
- Elsässer Belchen (frz. Ballon d’Alsace, deutsch früher auch Welscher Belchen[3]) 1247 m
- Brézouard (dt. Birschberg) 1229 m
- Ballon de Servance (Höchster Punkt des Départements Haute-Saône) 1216 m
- Tête des Faux (dt. Buchenkopf) 1208 m
- Drumont (dt. Trumenkopf) 1200 m
- Thannerhubel 1183 m
- Planche des Belles Filles 1148 m
- Molkenrain 1123 m
- Champ du Feu (dt. Hochfeld, auch Firstfeld) 1099 m
- Baerenkopf (dt. Bärenkopf[3]) 1074 m
- Rocher de Mutzig (dt. Mutzigfelsen) 1010 m
- Donon (dt. ungebräuchlich auch Hohe Donne) 1009 m
- Taennchel (dt. Tännchel) 992 m
- Climont (dt. früher Winberg oder Weinberg[4]) 965 m
- Hartmannswillerkopf (dt. Hartmannsweilerkopf) 956 m
- Chatte Pendue (dt. Katzenstein[4]) 902 m
- Ungersberg 901 m
- Tête du Coquin 837 m
- Odilienberg (frz. Mont St. Odile) 760 m
- Dagsburg (Schlossberg) (frz. Dabo) 647 m
- Großer Wintersberg 581 m
- Hohenburg (Schlossberg) (frz. Hohenbourg) 550 m

#### Pässe
Die Kammlinie des Gebirges bildet größtenteils die Grenze zwischen den französischen Regionen Elsass im Osten und Lothringen im Westen, die über einige wichtige Pässe verbunden sind (von Süd nach Nord):
- Col de Bussang (dt. Büssingpass, 731 m): Mülhausen – Remiremont
- Col d’Oderen (dt. Odernpass, 884 m): Cornimont – Fellering
- Col de la Schlucht (dt. Schluchtpass, 1139 m): Colmar – Gérardmer
- Col du Bonhomme (dt. Diedolshauser Pass, 949 m): Colmar – Saint-Dié-des-Vosges
- Col de Saales (dt. Saalpass, 554 m): Schirmeck – Saint-Dié-des-Vosges
- Zaberner Steige (413 m): Saverne – Phalsbourg

Anders als der Schwarzwald besitzen die Vogesen zwischen Burgundischer Pforte und Zaberner Steige einen durchgehend verlaufenden Hauptkamm. Er trennt die nach Ost und West laufenden Täler streng voneinander ab. Auch die meisten der höchsten Erhebungen liegen auf dem Hauptkamm. Da die Vogesen Teil eines leicht nach West gekippten Schichtstufenlandes sind, sind manche der höchsten Erhebungen allerdings auch am Ostrand der Vogesen zu finden.

#### Seen
In den Vogesen gibt es zahlreiche Seen. Die bekanntesten sind:
- im Département Haut-Rhin, zumeist östlich vom Hauptkamm
  - Lac Blanc (dt. Weißer See[5]): 29 Hektar
  - Lac Noir (dt. Schwarzer See[5]): 14 Hektar
  - Lac des Truites (dt. Forellenweiher[5]): 2,8 Hektar
  - Lac de Kruth-Wildenstein (dt. Krüt-Wildensteiner Stausee): 81 Hektar
- westlich vom Hauptkamm im Département Vosges
  - Lac de Gérardmer: 116 Hektar
  - Lac de Longemer: 76 Hektar
  - Lac de Retournemer: 5 Hektar
  - Réservoir de Bouzey (Stausee): 140 Hektar
- in den Nordvogesen
  - Etang de Hanau (dt. Hanauer Weiher): 1,6 Hektar (Département Moselle)
  - Lac de la Maix: 1,6 Hektar (Departement Vosges)
  - Lac de Pierre-Percée (bzw. Lac du Vieux Pré) (Stausee): 304 Hektar (Département Meurthe-et-Moselle)

### Entstehung
Entstanden ist das Mittelgebirge im Tertiär (genauer Eozän) vor rund 50 Millionen Jahren durch eine bis heute anhaltende tektonisch bedingte Anhebung, aus der heraus zunächst ein mit dem Schwarzwald zusammenhängendes Gebirge resultierte. Dann senkte sich der Oberrheingraben ab, der seither die beiden Bergzüge trennt. Die Anhebung hatte auch die Entstehung des nordfranzösischen beziehungsweise südwestdeutschen Schichtstufenlandes zur Folge.

### Geologie
Die Vogesen sind aus Gneisen, Graniten, paläozoischen Schiefern und Vulkaniten aufgebaut. Im Norden und Westen taucht das Grundgebirge unter die jüngeren Gesteine des Buntsandsteins ab, die nördlich der Breusch (frz. Bruche) die Oberflächengestalt des Gebirges bestimmen. Im Osten fällt das Gelände an Staffelbrüchen zur Oberrheinebene ab, dort sind auch Ablagerungen aus der Trias und dem Jura erhalten. Abgebaut wurden Blei und Silber, später auch Baryt (z. B. bei Sainte-Marie-aux-Mines oder Sainte-Croix-aux-Mines). Im Süden und nach Osten hin gab es einige kleine Vorkommen von Steinkohle (Kohlebergbau in den Vogesen und im Jura).

### Glazialmorphologie

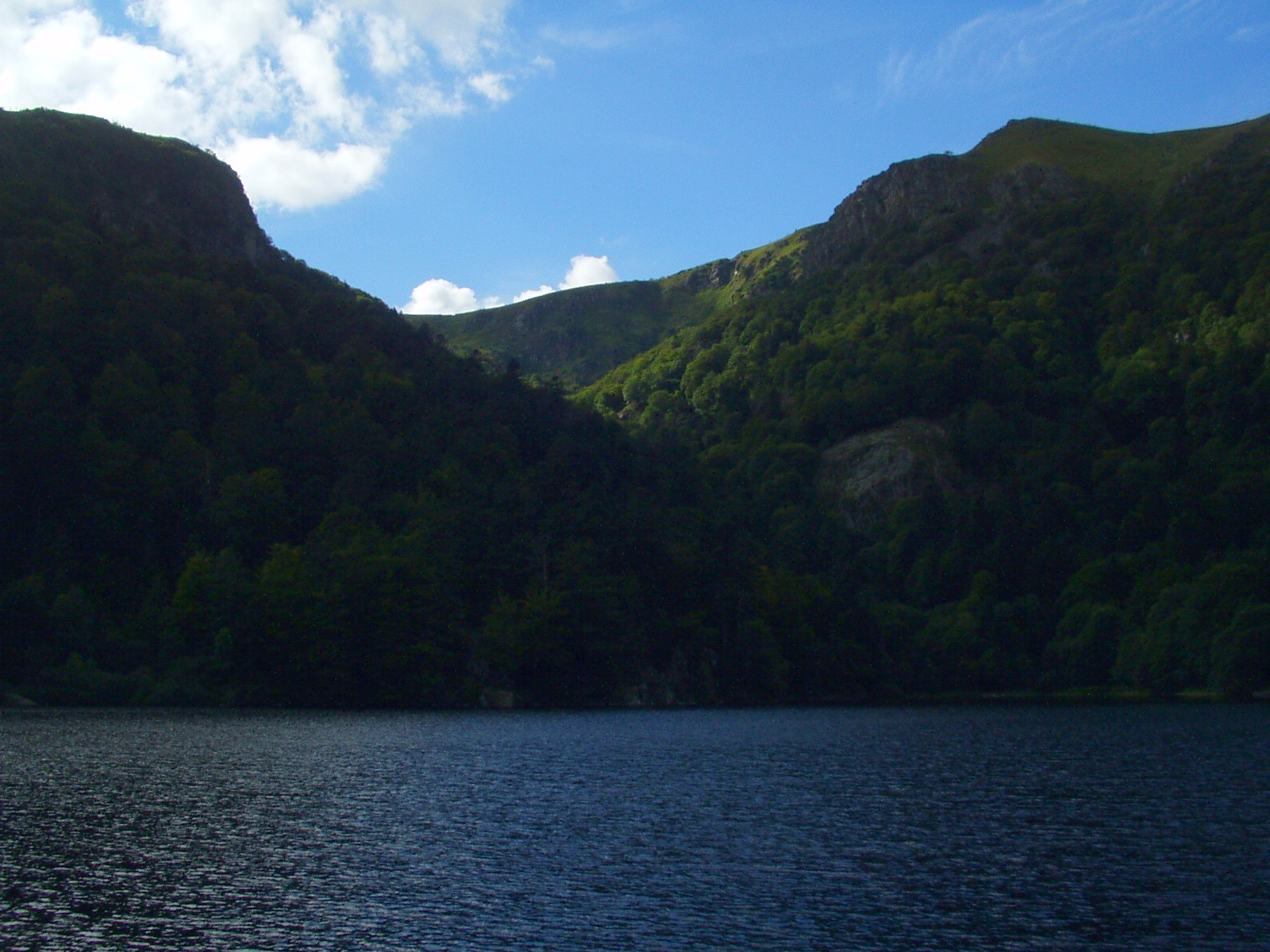
Lac du Schiessrothried, Stausee in einem Kar

Die Vogesen gehören zum Typus der glazial überprägten Mittelgebirge. Ihre Gesteine gehören zum armorikanischen Gebirgssystem. Sie sind das erste große Hindernis für die feuchten Luftmassen vom Atlantik und haben deshalb stärkere Niederschläge als der benachbarte Schwarzwald. In den vergangenen Eiszeiten gab es deshalb auch eine stärkere glaziale Aktivität.
Als typische Landschaftsformen findet man eine Reihe von Karen, in denen häufig Karseen (Bsp.: Lac Blanc) und Moore liegen.

### Vegetation

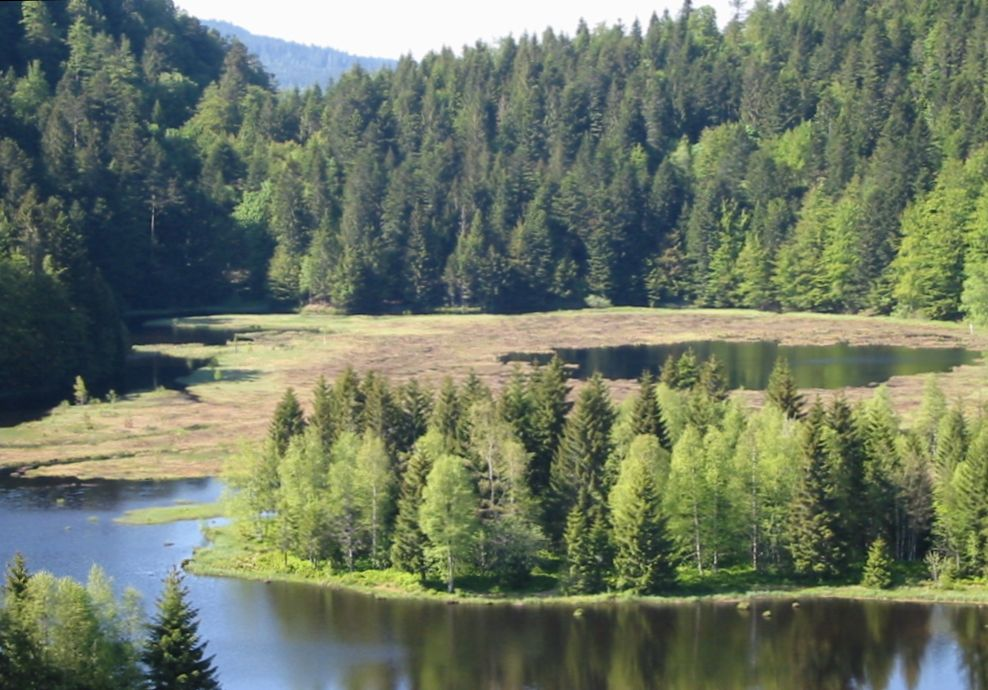
Lac de Lispach westlich des Hauptkamms mit Schwingrasen

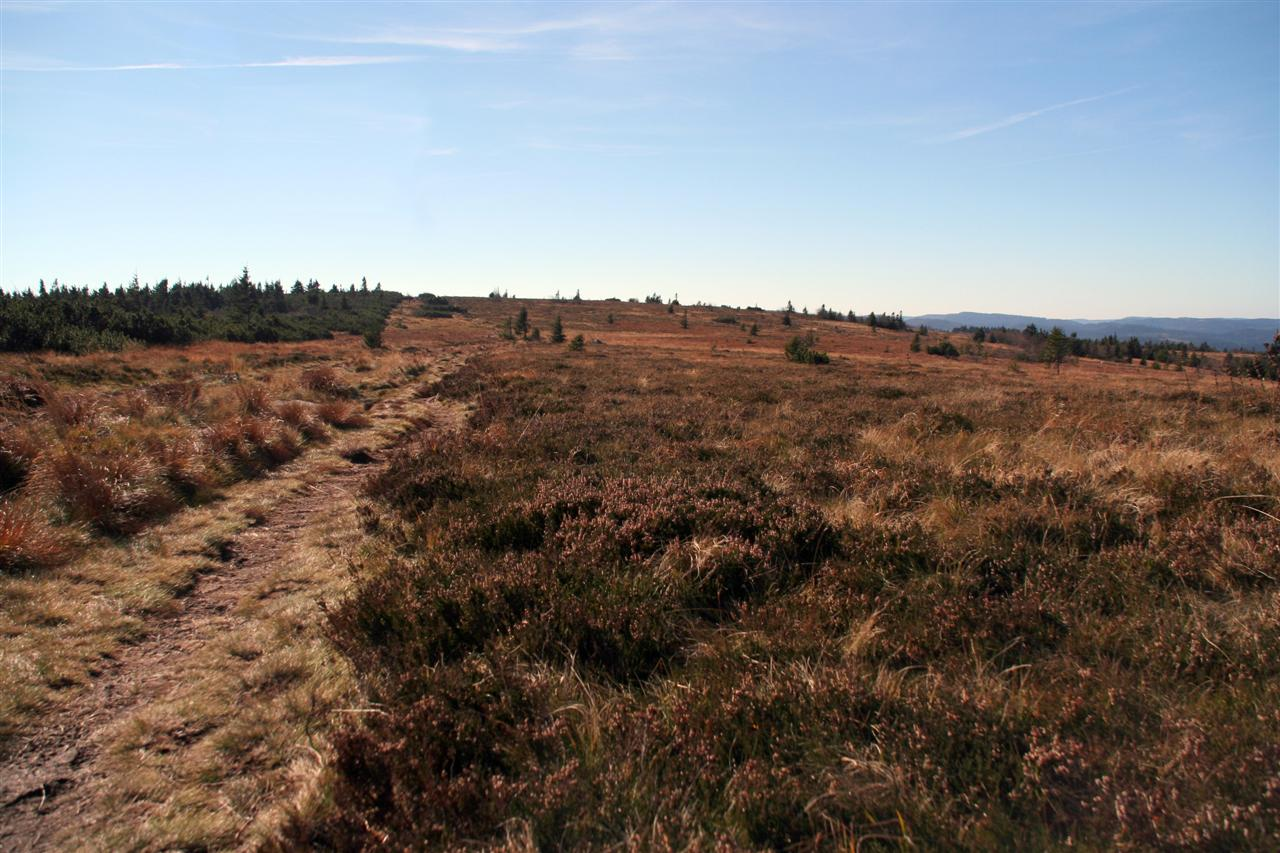
Die Hautes Chaumes (Hochweiden) im Norden des Vogesenhauptkamms

Wie in fast allen Gebirgen der gemäßigten Zone hängt die Vegetation auch in den Vogesen von den Höhenstufen ab:
- Die colline Stufe, auch Eichenwaldstufe genannt, in der früher wärmeliebende Eichenmischwälder standen, sind heute aufgrund ihrer Lage in Kulturlandschaften umgewandelt.
- Die nachfolgende (sub-)montane Stufe wird auch Buchenwaldstufe genannt. Der vorherrschende Buchenwald ist durchsetzt mit Tannen, Bergulmen, Fichten, Bergahornen und Eichen, im Wasgau auch mit Kiefern. Aufgeforstet wird heute aber fast ausschließlich mit Fichten.
- In den Vogesen bildet die Buche die Waldgrenze. Ein schmaler Streifen entlang des Kammes, oberhalb von etwa 1250–1300 m ist von Natur aus waldfrei. Vielerorts wurden diese waldfreien Flächen durch Beweidung noch vergrößert. Durch die hohen Windgeschwindigkeiten in den stark exponierten Kammlagen werden die Buchen mit zunehmender Höhe immer kleinwüchsiger und fehlen schließlich ganz. Auch das Vorkommen von Latschenkiefern in Höhen von über 1200 m verweist auf die subalpine Krummholzzone und die besonderen klimatischen und edaphischen Bedingungen, die  am Vogesenhauptkamm herrschen. Bergkiefern finden sich besonders im Kammbereich zwischen Col de la Schlucht und Col du Calvaire und hier vor allem in den etwa 1300 m hoch gelegenen Hautes Chaumes/Reisberg (dt. Hochweiden)  nördlich des Lac Noir (dt. Schwarzer See) und Lac Blanc (dt. Weißer See).
- Bedingt durch das atlantisch beeinflusste Klima hat die Fichte zwar ein natürliches Vorkommen in den Vogesen, spielt jedoch keine große Rolle. Die Gipfelheiden der Vogesen zeichnen sich durch zahlreiche botanische Raritäten aus; unter anderem finden sich zahlreiche Glazialrelikte.

Im Bereich der Hochvogesen haben sich an verschiedenen Stellen (z. B. am Tanet (1293 m) nördlich des Col de la Schlucht) Hochmoore entwickelt, die teilweise als Naturschutzgebiete ausgewiesen sind. Auch aus verlandenden Karseen (z. B. im Frankenthal nordwestlich des Hohneck, am Lac de Lispach oder am Etang du Devin in der Nordostflanke des Tête des Faux) entwickeln sich Moore.

### Fauna
Neben den üblichen heimischen Wildtieren finden sich in den Vogesen vereinzelt die Europäische Wildkatze sowie durch Wiedereinbürgerung der Biber, der Luchs und die Gämse. Das für die Vogesen besonders typische Auerhuhn ist vom Aussterben bedroht.

### Vergleich mit dem Schwarzwald

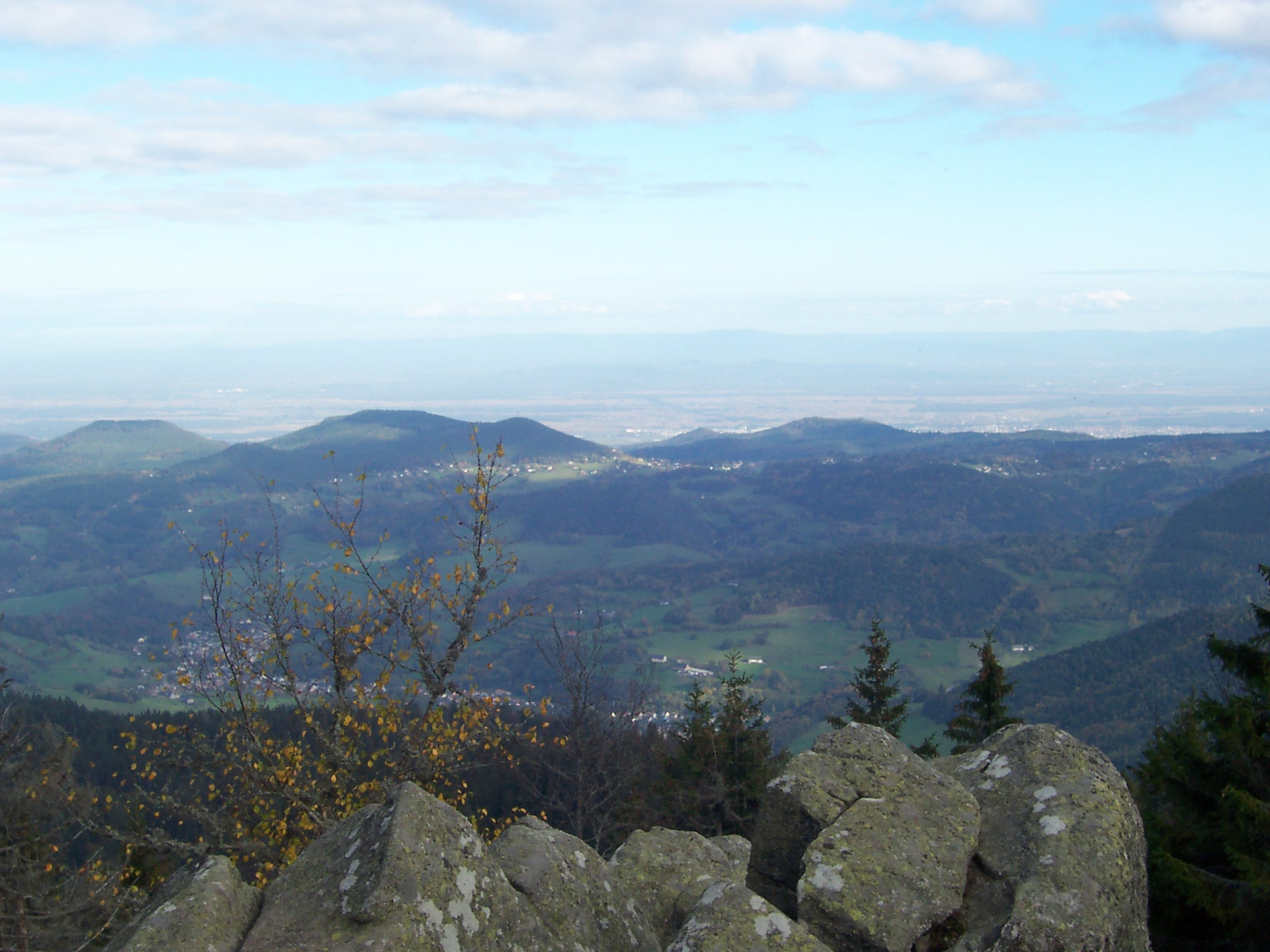
Blick über die Vogesen bis zum Schwarzwald am Horizont

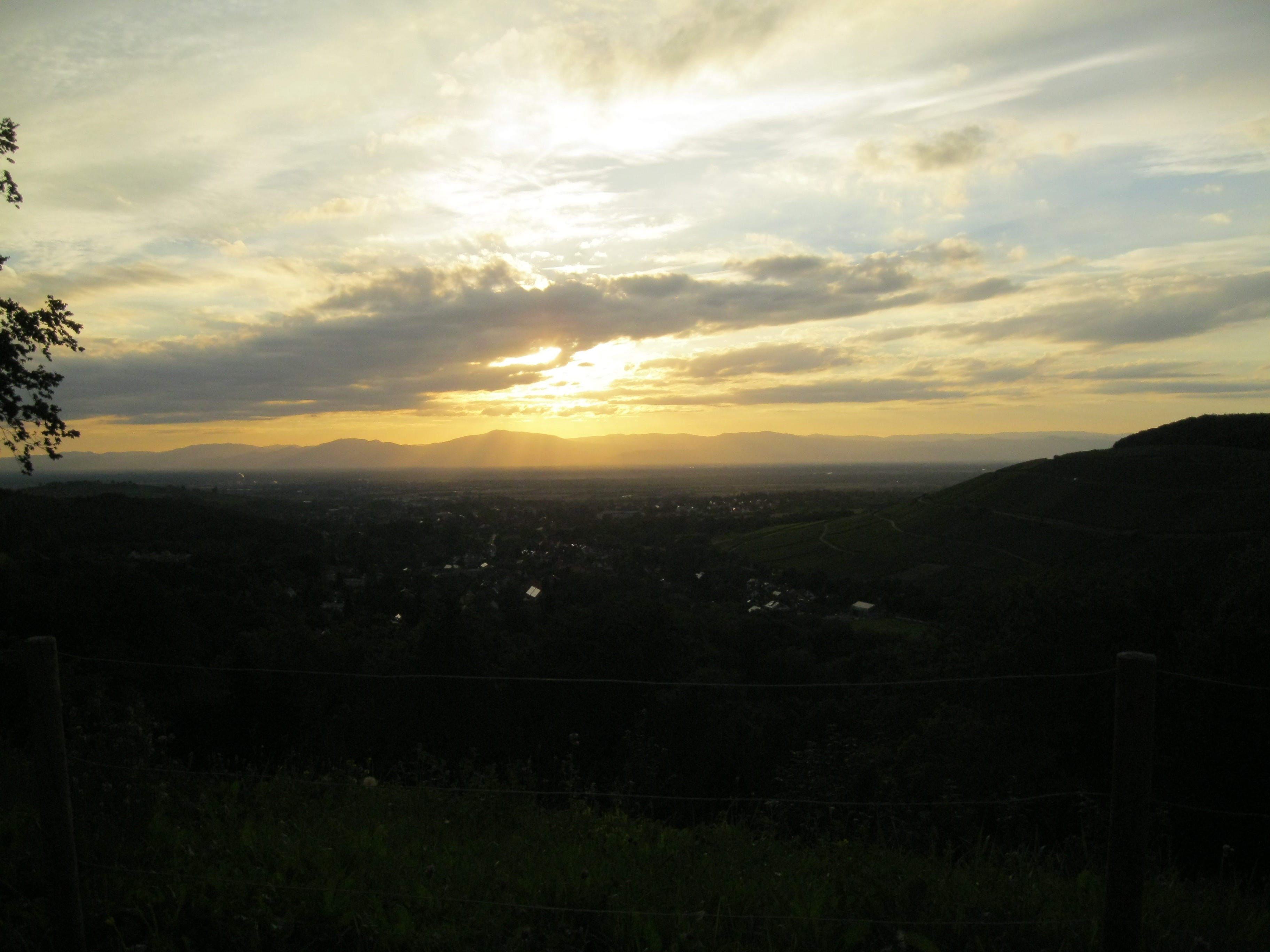
Blick von Badenweiler zu den Vogesen am Horizont

Im Vergleich zwischen den Vogesen und dem Schwarzwald fällt zunächst der etwas stärkere Niederschlag auf. Dies liegt an der exponierten Lage der Vogesen, wodurch die Luft vom Atlantik abgefangen wird, und durch Steigungsregen einen Teil ihrer Feuchte verliert. Während der Eiszeiten führte dies auch zu einer stärkeren Vergletscherung der Vogesen. Während die einander zugewandten Seiten der beiden Gebirge ähnlich steil sind, da hier jeweils der Rhein als Vorfluter dient und somit die Erosionskraft vergleichbar ist, kann man an den Außenseiten deutliche Unterschiede erkennen. Der Schwarzwald fällt deutlich flacher ab, da sein östlicher Vorfluter die Donau ist, die wegen ihres schwachen Gefälles und des langen Weges bis zum Schwarzen Meer eine deutlich geringere Erosionskraft hat als der Rhein. Auf der Westseite der Vogesen ist jedoch die zum tiefer verlaufenden Rhein fließende Mosel der Vorfluter. Daraus folgt eine stärkere fluviatile Zerschneidung der Westvogesen als des Ostschwarzwaldes.
Im Unterschied zum Schwarzwald findet sich in den Vogesen ein in Nord-Süd-Richtung verlaufender Kamm. Dieser Kamm entstand bzw. entsteht durch beidseitige erosive Zerschneidung. Er beginnt südlich der Zaberner Steige mit dem Großen Rosskopf (811 m) und endet am Roc du Plainet (807 m) bei Ronchamp in der Burgundischen Pforte. Am Kamm können sich vor allem in den Hochvogesen durch den Wind die gefürchteten Wechten – überhängende Schneebretter – bilden, die eine Gefahr für Wintersportler darstellen können. Anders als im Schwarzwald, der vor allem in seinem Mittel- und Südteil bis in Höhen von etwa 1000 m dauerhaft besiedelt ist, findet in den Kammlagen der Südvogesen – zum Beispiel im Bereich des Münstertals (franz. Vallée de Munster) – lediglich Almwirtschaft statt: Die Kühe werden im Winter abgetrieben, die fermes geschlossen, die Kammstraße Route des Crêtes wird nicht vom Schnee befreit und verschwindet teilweise unter Skipisten (Kastelberg). Besiedelung und Bewirtschaftung sind auch in tiefer gelegenen Regionen weit weniger intensiv als im Schwarzwald und lediglich in den Tälern vergleichbar.

## Besiedlung und Sprache
Im Laufe der Jahrhunderte erfolgte eine für Waldgebiete typische langsame Verdichtung der Besiedlung. Wälder wurden unter anderem für Ackerbau, Viehzucht und frühindustrielle Anlagen (Köhlereien, oder die bedeutenden Glashütten) gerodet. Die Wasserkraft zog Mühlen nach sich. Nicht nur in Gebieten mit Bodenschätzen konnte Siedlungskonzentration und Zuwanderung stattfinden. Im Bergbaugebiet des Lebertals fand beispielsweise Zuwanderung sächsischer Bergbaufachleute statt. Kriege, Seuchen oder Religionskonflikte konnten Landstriche entvölkern – im Nachgang wurden nicht selten Menschen aus anderen Regionen angesiedelt.
In vorrömischer Zeit waren die Vogesen siedlungsleer oder von Kelten besiedelt und beherrscht. Nach der römischen Epoche siedelten im Osten auch Alemannen, im Nordwesten auch Franken. Entgegen weit verbreiteter Annahme fällt der Hauptkamm der Vogesen nur in den Südvogesen mit der historischen romanisch-germanischen Sprachgrenze zusammen. Altromanisch sind östlich des Hauptkamms: das Tal der Weiss um Lapoutroie, das Tal der Lièpvrette (modern auch Val d’Argent, das heißt Tal des Silbers), Teile des Weilertals (Vallée de Villé) und Teile des Breuschtals (Vallée de la Bruche). Dagegen gehören die nördlich des Breuschtales gelegenen Teile der Nordvogesen und der gesamte Wasgau zum germanischen Sprachraum, da ab Schirmeck die historische deutsch-französische Sprachgrenze nach Nordwesten abbiegt und zwischen Donon und Mutzigfelsen Richtung Saarburg (Lothringen) (frz. Sarrebourg) verläuft. Die germanischen Gebiete der Vogesen zählen zum alemannischen Dialekt- und Kulturraum, die romanischen Gegenden zum Gebiet des Patois. Die Verbreitung der Sprachen und Dialekte hängt für einen langen Zeitraum grundsätzlich mit dem Gang von Besiedlungsbewegungen zusammen. Hingegen zeigt der zwischen dem 17. und dem 20. Jahrhundert erfolgte elsassweite Wechsel von Deutsch zu Französisch als Verkehrssprache keine wesentlichen Veränderungen in der Besiedlung mehr an.

## Geschichte

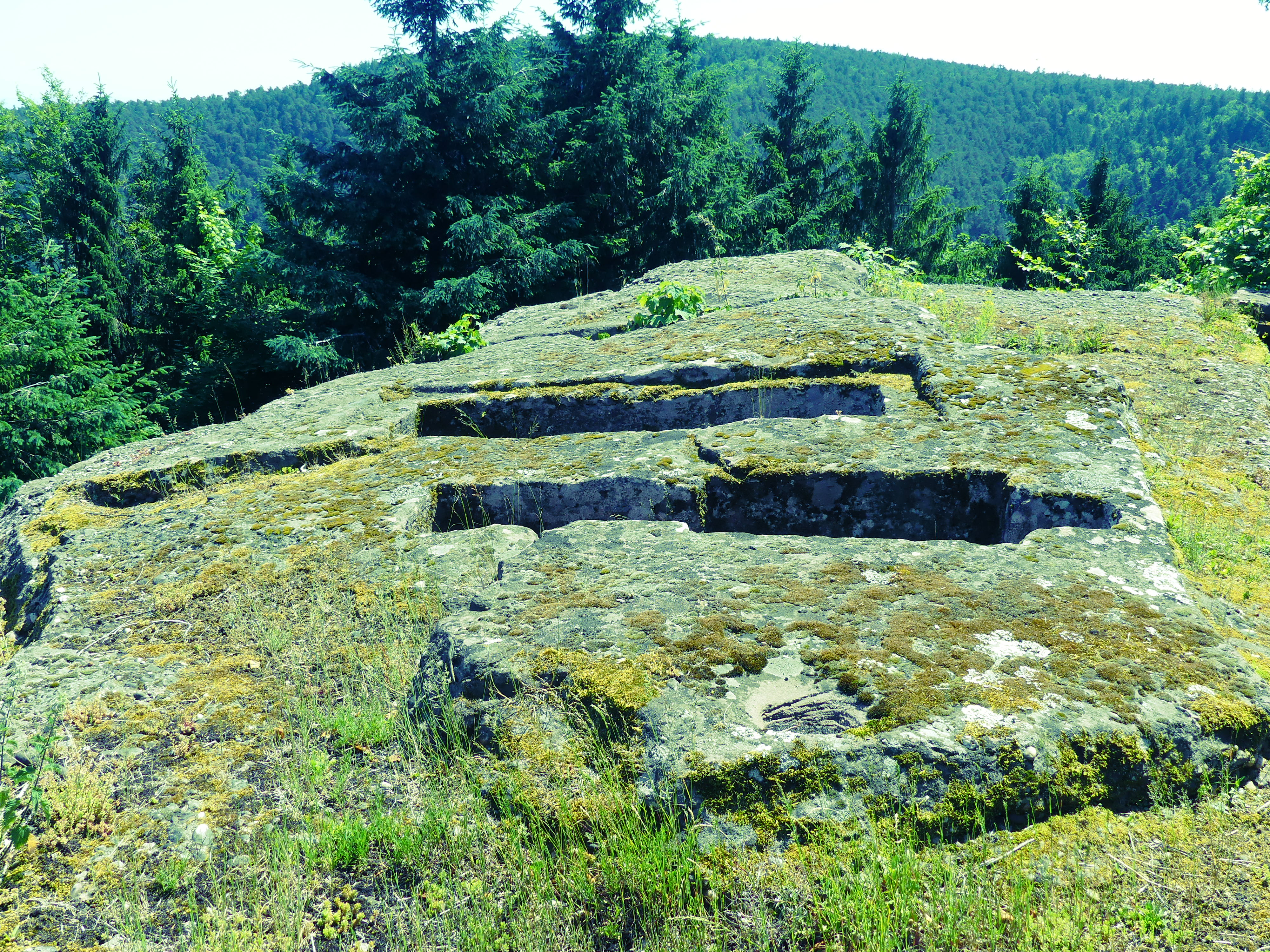
Vogesen

Die Vogesen waren in merowingischer Zeit (5.–7. Jahrhundert) wenig besiedelt, aber kulturhistorisch bedeutsam durch das in den Westvogesen gelegene Kloster Luxeuil, in dem sich der Ire Columban einige Zeit aufhielt, bevor er über die Alpen nach Oberitalien zog, um dort die Abtei Bobbio zu gründen. Aus dem Kloster Luxeuil sind vorkarolingische Handschriften erhalten (Codex Ragyndrudis).
Im Ersten Weltkrieg waren die Vogesen Schauplatz erbitterter Kämpfe. Auf der Ostseite der Vogesen liegen große Soldatenfriedhöfe (z. B. Hartmannswillerkopf). Auch heute noch sind an vielen Stellen die Schützengräben deutlich sichtbar, in denen sich die Feinde oft nur wenige Meter voneinander entfernt gegenüberlagen. Auf der Westseite des Vogesenkammes verläuft kurz unterhalb der Gipfel die Route des Crêtes (Gratstraße), eine Militärstraße, die von der Französischen Armee als Versorgungsstraße zur Sicherung des gerade eroberten Terrains gegen die von Osten anrückenden Deutschen gebaut wurde. Anders als die meisten anderen Straßen verbindet sie keine Orte untereinander. Heute ist diese Straße eine beliebte Touristenstrecke, vor allem für Motorräder.

## Wirtschaft
Während die Täler der Vogesen schon lange besiedelt sind und schon früh industrialisiert wurden (z. B. Textil, Bergwerke, siehe Bergbau in den Vogesen), finden sich auf mittleren Höhen verstreute „fermes“ – Bauernhöfe aus Stein mit weiten, flachen Dächern. In den mittleren Höhen wurden auch Steinbrüche betrieben, deren Weiterführung sich aber heute nur noch in wenigen Fällen lohnt. Auf den weitgehend unbewaldeten Höhen der Hochvogesen findet Almwirtschaft statt, höhere Lagen sind oft nicht dauerhaft besiedelt. Die meisten dieser hochgelegenen Almhütten befinden sich an Orten entlang des Vogesenkammes in den Südvogesen und bieten als „ferme auberge“ einfaches Essen an (z. B. „Roigabraggeldi“ = Bratkartoffeln) und gelegentlich auch Unterkunft. Insgesamt ist die landwirtschaftliche Nutzung der oberen Regionen weniger intensiv, was dazu beiträgt, dass die Landschaft oft wild wirkt: Steine und Felsblöcke sind nicht beiseitegeschafft, Sträucher und Ginster überwuchern die Hänge.
Wirtschaftlich ist für die höheren Regionen damit vor allem die touristische Nutzung: überwiegend lokaler Tourismus und aus den Beneluxländern, für die die Vogesen die nächste höhere Erhebung darstellen. Im Winter werden dafür Skigebiete angeboten, die für ein Mittelgebirge zum Teil sehr groß sind (zum Beispiel: La Bresse, Hohneck und Gérardmer mit jeweils zirka 20 Liften). Die geringe Schneesicherheit gleicht man mit Schneekanonen aus. Es gibt zahlreiche Langlaufloipen. Im Sommer kann man in den Vogesen wandern, klettern (Rocher de Martinswand), mit dem Gleitschirm fliegen u. Ä. Die Ostabhänge mit ihren Weinhängen und pittoresken Dörfern profitieren von Touristen.

## Naturparks
Zwei Naturparks liegen in den Vogesen: der Regionale Naturpark Ballons des Vosges und der Regionale Naturpark Vosges du Nord. Der Regionale Naturpark Vosges du Nord bildet zusammen mit dem auf deutscher Seite liegenden Naturpark Pfälzerwald das grenzüberschreitende Biosphärenreservat Pfälzerwald-Vosges du Nord.

## Namensverwandtschaften
Das französische Département Vosges (88) ist nach dem Gebirge benannt; gleichwohl erstrecken sich die Vogesen auch auf fünf weitere Départements. Verwandt ist der Name der südwestlich an die Vogesen anschließenden Vôge, deren Name sich aus dem Femininum Vosagia entwickelt hat. Zudem hat die deutsche Bezeichnung Wasgau für den sich nördlich der Zaberner Steige bis zur Queich erstreckenden Gebirgsraum den gleichen Namensursprung wie die Wörter Vosges und Vogesen.

## Film
- Die Vogesen – Schroffe Schönheit. Dokumentarfilm, Deutschland, 2010, 43 Min., Buch und Regie: Annette Scheurich, Produktion: ZDF, arte, Erstsendung: 25. Mai 2011 bei arte, Inhaltsangabe von arte.